# Fuchsyt

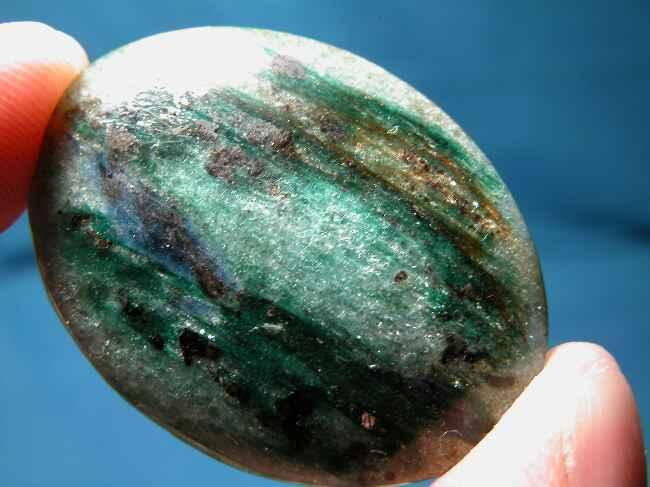

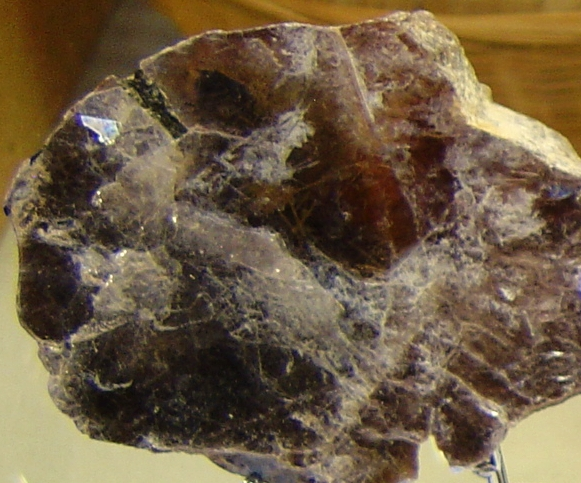
Muskowit

Fuchsyt (fuksyt, muskowit chromowy) – odmiana muskowitu zasobna w chrom. Minerał należy do grupy minerałów rzadkich. 
Nazwa pochodzi od nazwiska niemieckiego mineraloga Johanna Nepomuka von Fuchsa. 

## Właściwości
Występuje w skupieniach zbitych i masywnych. Zawiera do 6% Cr2O3. Jest giętki i sprężysty.

## Występowanie
Występuje w skałach metamorficznych – gnejsach, łupkach mikowych, marmurach, dolomitowych oraz jako minerał wtórny w dunitach uralskich.
Miejsca występowania:  Rosja – Ural, Kanada – Ontario, USA – Kalifornia, Brazylia – Minas Gerais, Gwatemala, Austria, Włochy, Szwajcaria, Słowacja.

## Zastosowanie
- wykorzystywany jako kamień ozdobny
- wykorzystywany jako surowiec rzeźbiarski
- do izolacji elektrycznej i cieplnej
- poszukiwany przez kolekcjonerów